# Kanał wodny

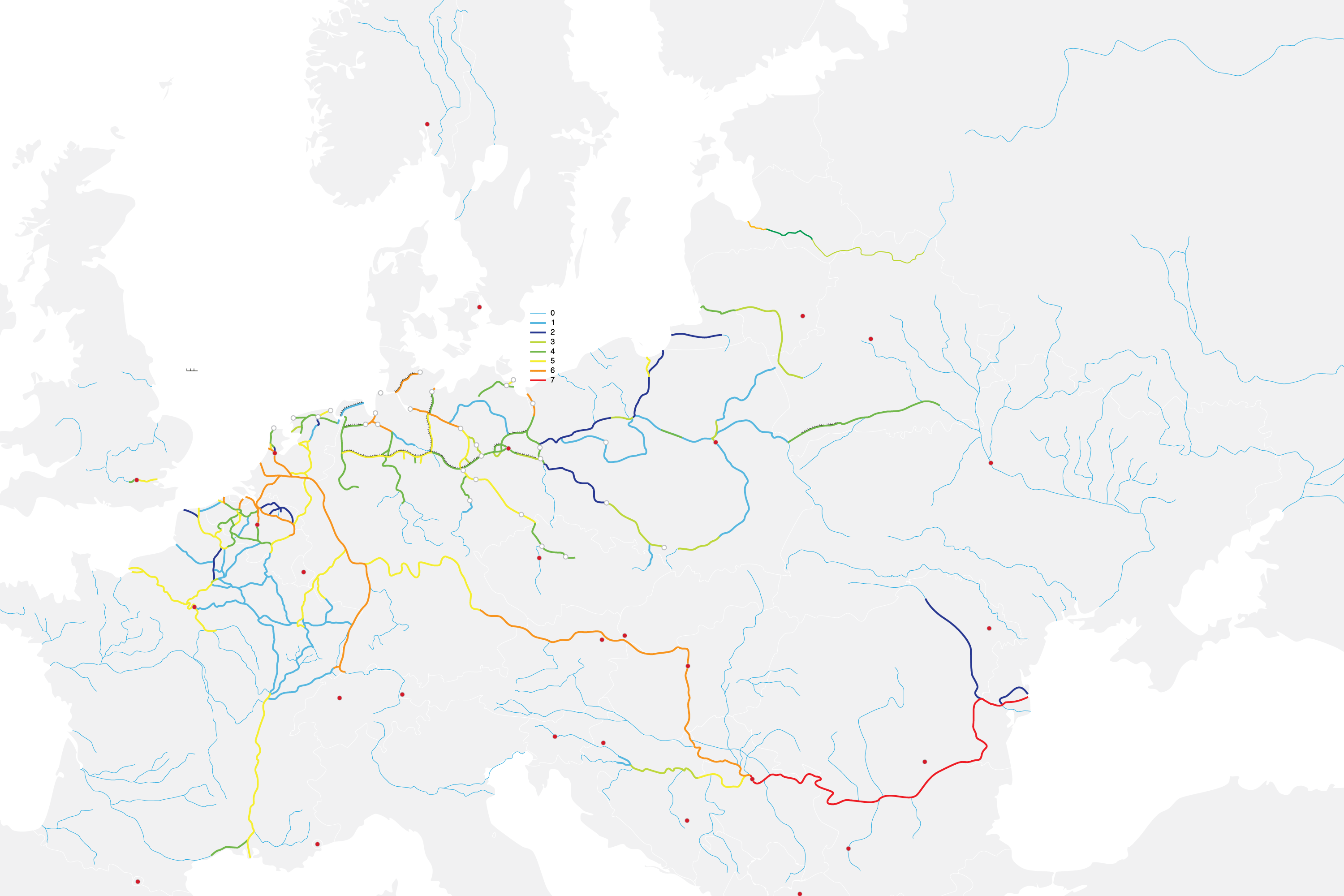
Główne kanały i drogi wodne w Europie

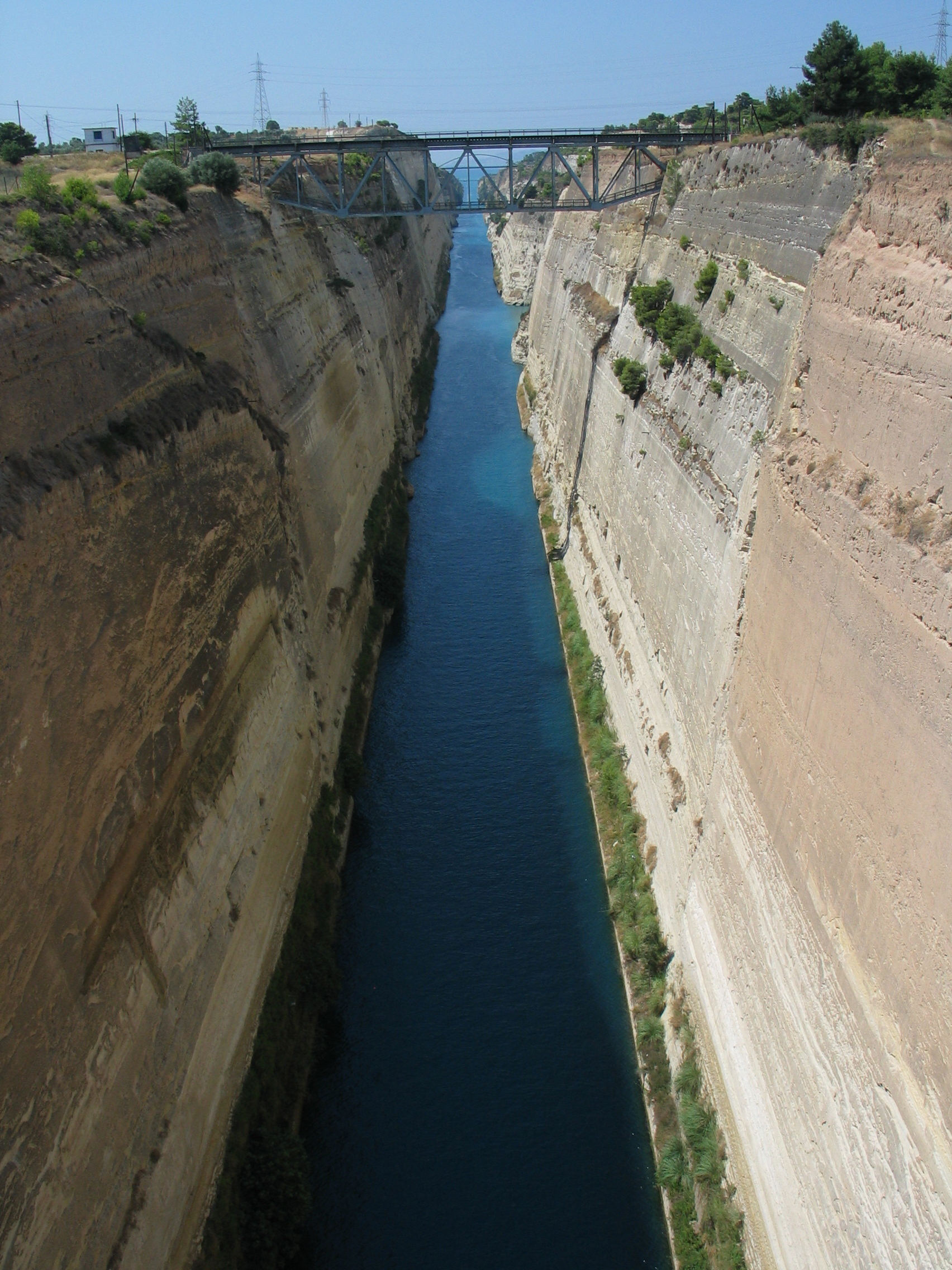
Grecja – Kanał Koryncki

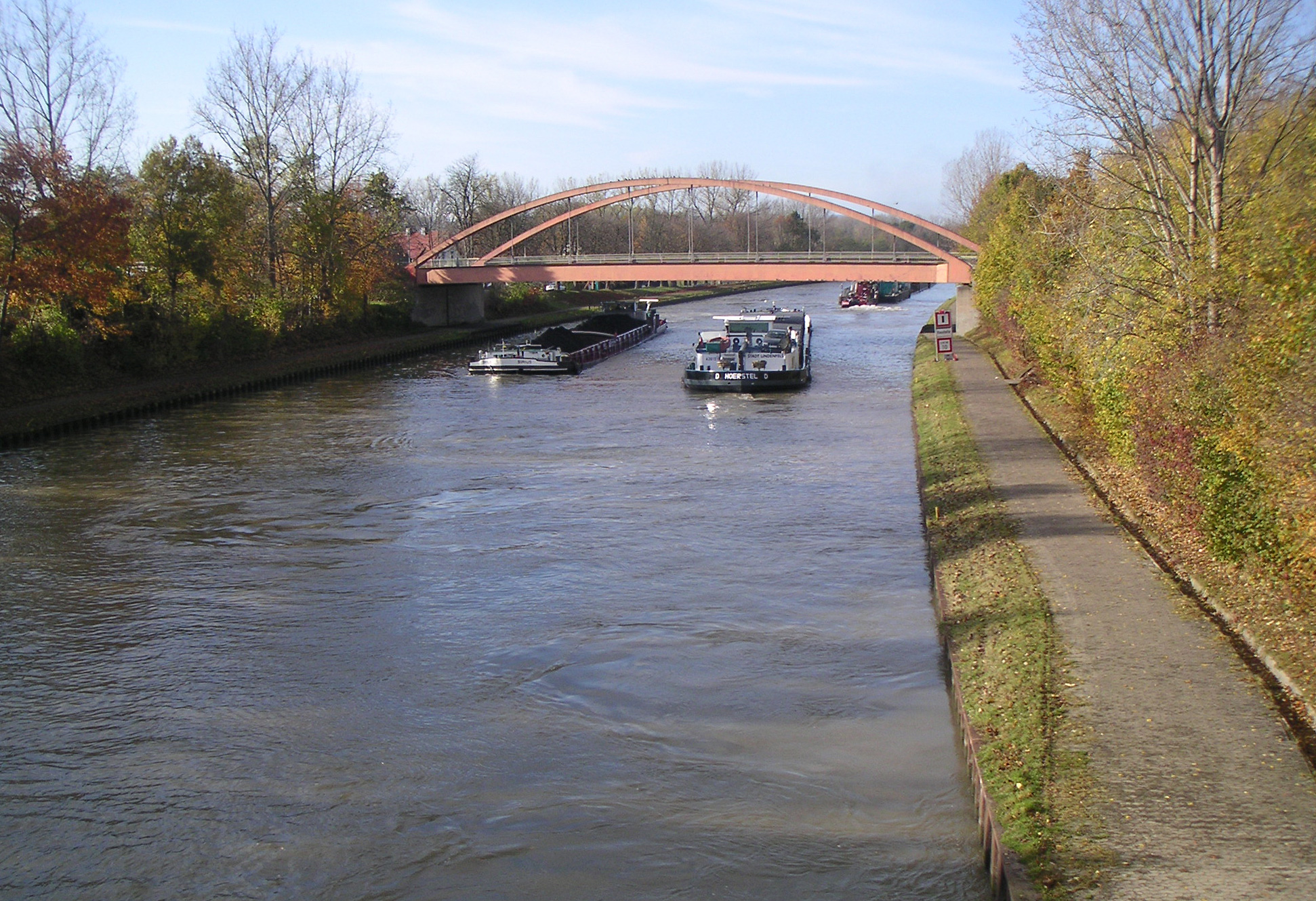
Niemcy – Kanał Śródlądowy

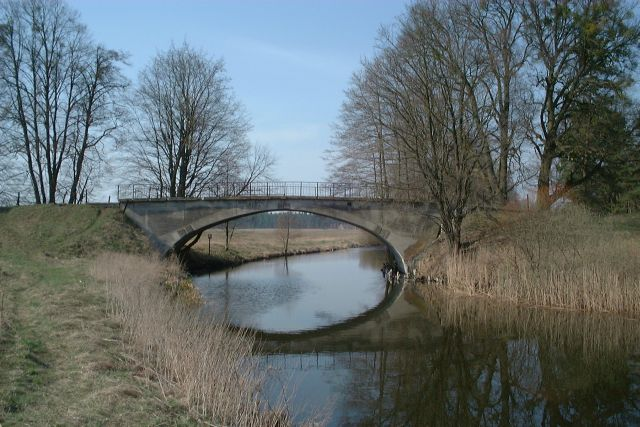
Polska – Kanał Elbląski

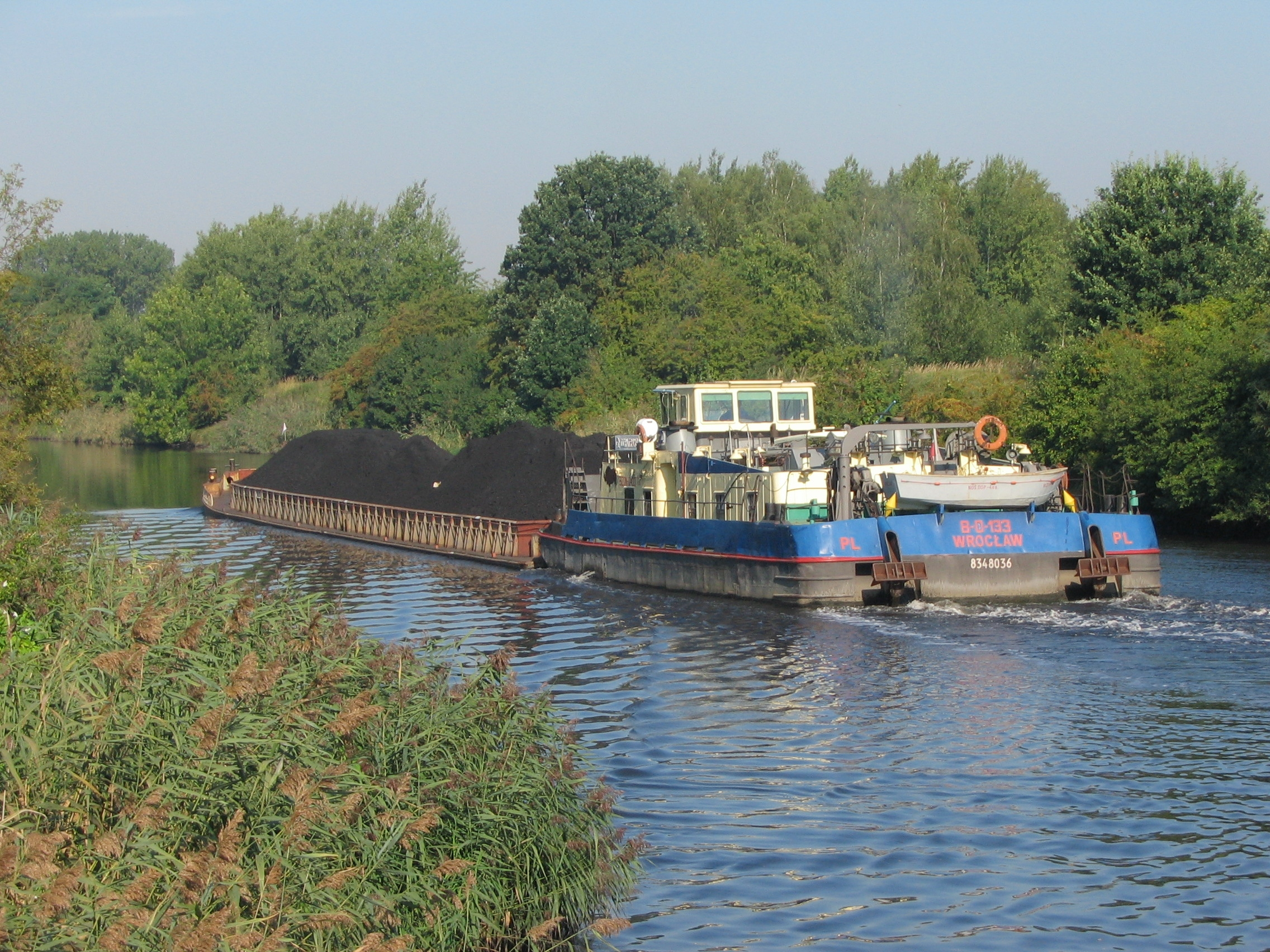
Polska – Kanał Gliwicki

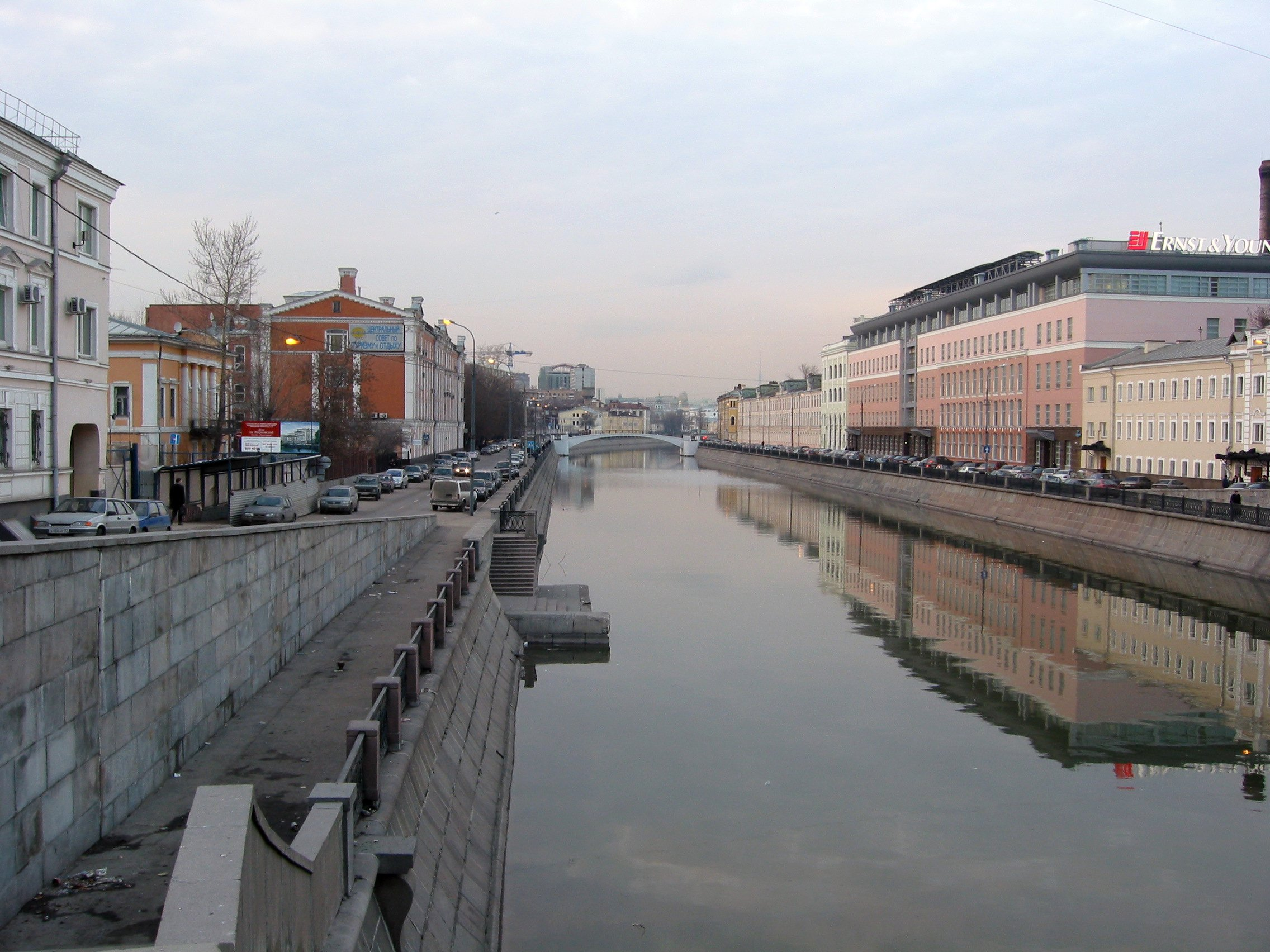
Rosja – Kanał Moskiewski

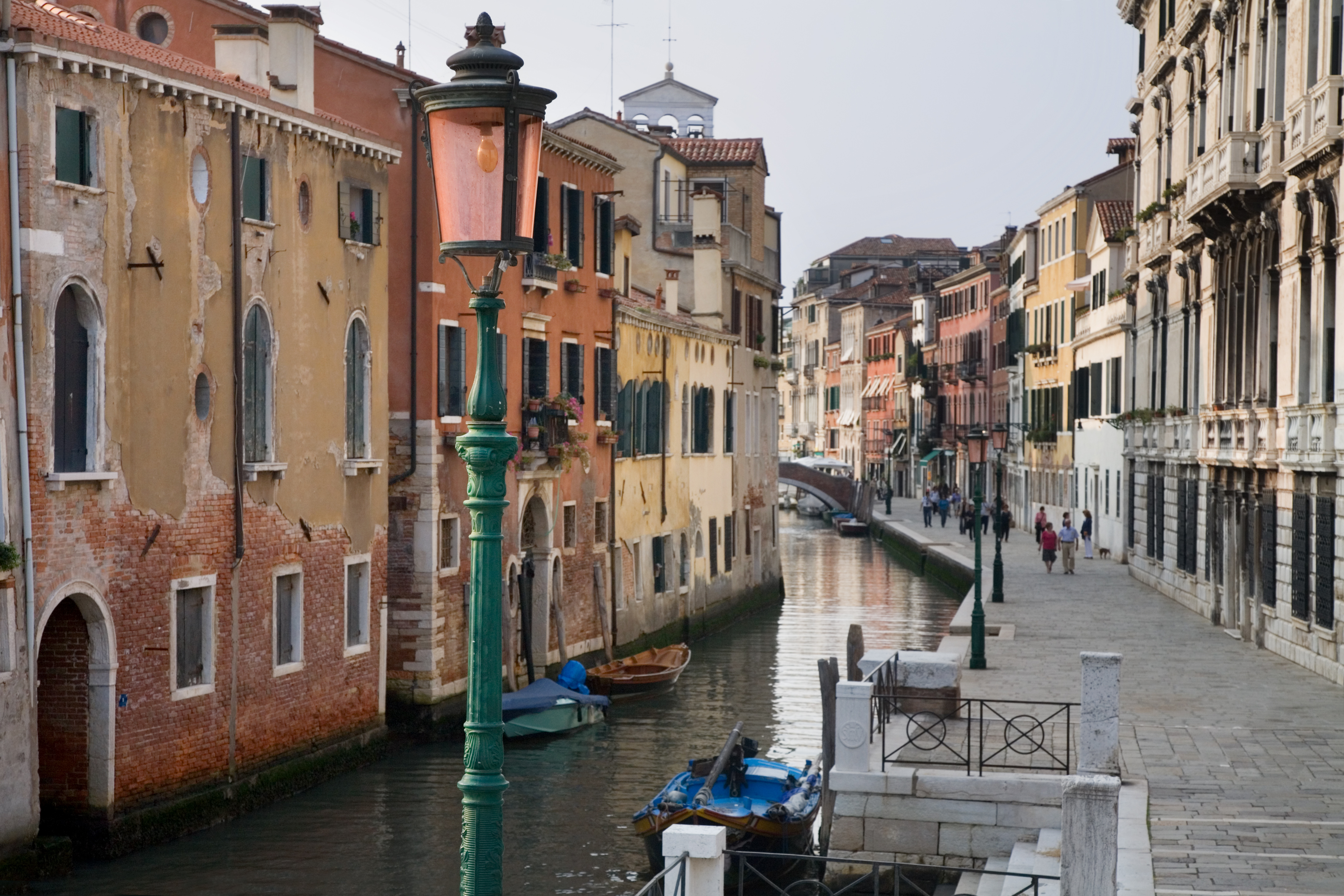
Wenecja, Włochy, kanały zamiast ulic

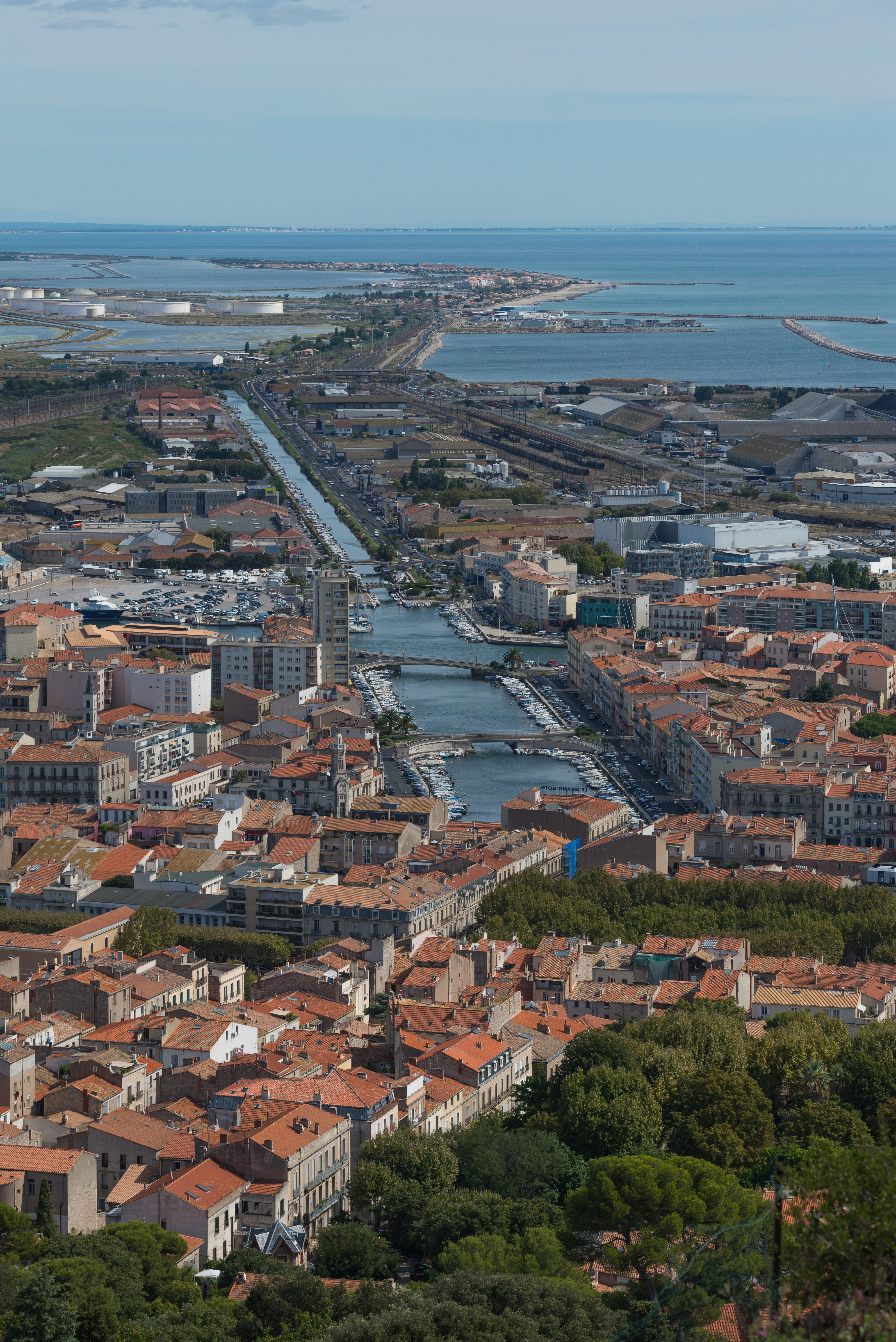
Kanał de la Peyrade w Sète we Francji

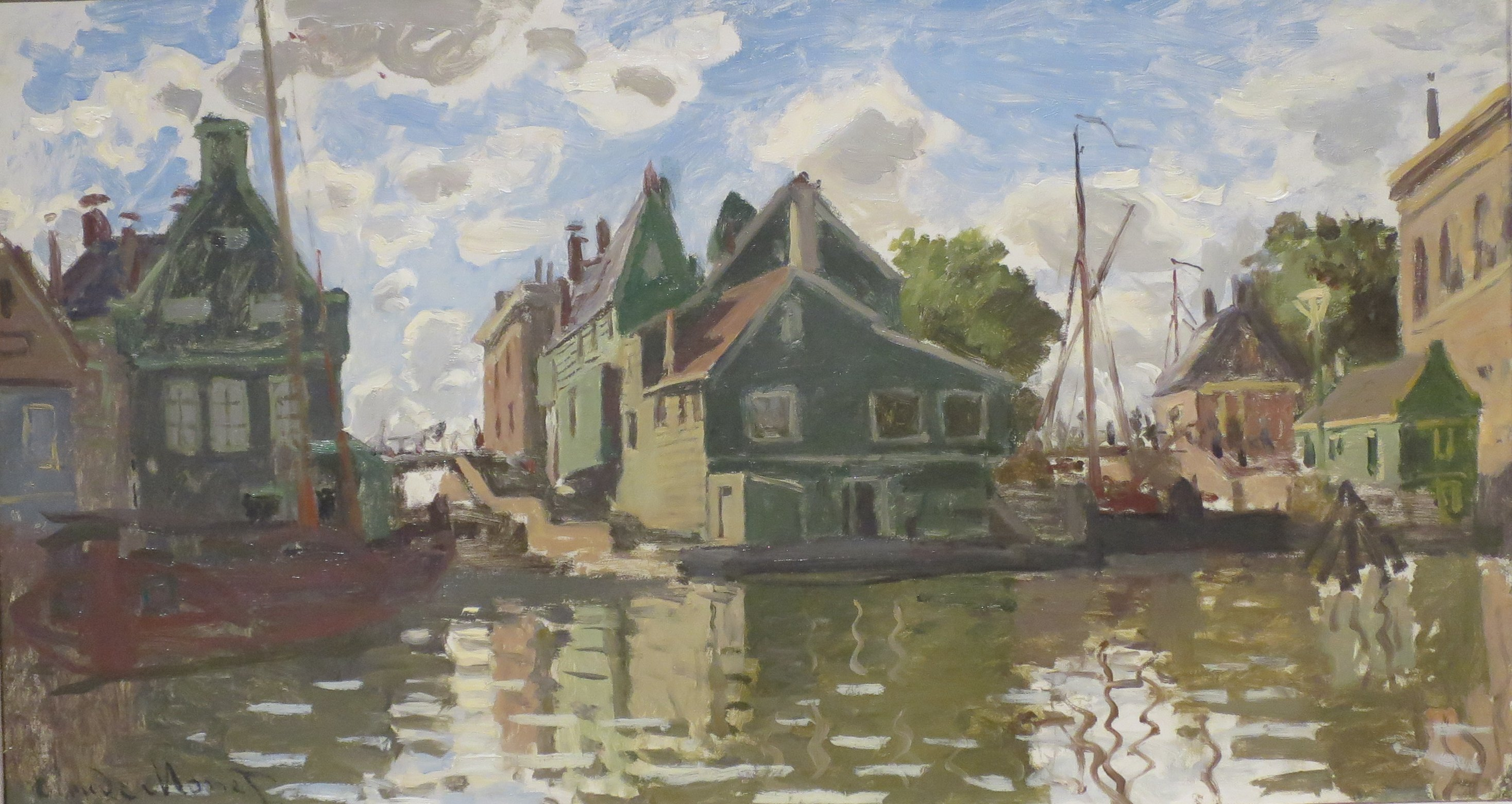
Canal à Zaandam, Claude Monet (1871).

Kanał wodny – sztuczny ciek, fragment drogi wodnej, którego celem jest połączenie istniejących naturalnych dróg wodnych. Tak powstałe drogi wodne znacznie ułatwiają żeglugę i wydatnie skracają czas podróży statków. Najdłuższy na świecie jest liczący około 1800 km Wielki Kanał w Chinach.

## Informacje ogólne
Kanał wodny łączący dwa morza to kanał żeglugi morskiej. Prowadzi się je zazwyczaj przez wąskie przesmyki. Niektóre z nich skróciły drogę statków nawet o kilka tysięcy kilometrów. Czasami za kanał żeglugi morskiej uznaje się pogłębiony tor wodny w płyciźnie oddzielającej dwa akweny.
Natomiast kanał wodny łączący rzeki i jeziora to kanał żeglugi śródlądowej. Gęsta sieć rzeczna i przecinające je kanały tworzą śródlądowe szlaki wodne. Najkorzystniejsze jest budowanie kanałów w miejscach, gdzie dział wód jest stosunkowo niski, a żeglowne odcinki wód zbliżają się do siebie na małą odległość. Do pokonywania różnic poziomów wody wynikających z ukształtowania terenu służą śluzy lub pochylnie.
Kanał wodny jest sztuczną arterią wodną, zwykle o trapezowym przekroju poprzecznym, ubezpieczonych skarpach, zaopatrzoną w urządzenia hydrotechniczne, w zależności od przeznaczenia wyróżnia się kanały:
żeglugoweBudowle ziemne (najczęściej), które oprócz toru wodnego na ogół zawierają obiekty takie jak: śluzy, syfony, lewary, bramy, nabrzeża przeładunkowe. Taka sztuczna droga wodna jest podzielona na stanowiska o różnych poziomach zwierciadła wody za pomocą śluz, podnośni lub pochylni. Są najczęściej przedłużeniem naturalnych dróg wodnych lub łączących drogi wodne różnych systemów przez pokonanie działu wodnego. Również są to kanały boczne (lateralne, równoległe), biegnące wzdłuż rzek na odcinkach, na których problemem byłoby zapewnienie wymaganych parametrów nawigacyjnych. Wśród nich wyróżnia się kanały żeglugowe morskie głębokowodne (kanały: Kiloński, Koryncki) oraz żeglugowe śródlądowe o szerokości do 100 m i głębokości do 3 m i więcej (np. kanały: Erie w Stanach Zjednoczonych, Welland w Kanadzie, Kanał Śródlądowy w Niemczech).
melioracyjneSą podstawą systemu melioracyjnego, od którego odgałęziają się kanały boczne – rowy melioracyjne (np. Kanał Fergański, w Polsce: kanał Wieprz-Krzna). Mogą być odwadniające lub nawadniające.
przemysłowe i energetyczneDoprowadzają lub odprowadzają wodę do zakładów przemysłowych i energetycznych (np. Kanał Łączański).
przeciwpowodzioweSą elementami systemu ochrony przeciwpowodziowej na określonym terenie, np. Kanał Powodziowy we Wrocławiu, Kanał Odpływowy.

## Ważniejsze[według kogo?]kanały żeglugi morskiej
- Kanał Kiloński
- Kanał Koryncki
- Kanał Panamski
- Kanał Sueski

## Ważniejsze[według kogo?]kanały śródlądowe

### W Polsce
- Kanał Wieprz-Krzna
- Kanał Augustowski
- Kanał Bydgoski
- Kanał Elbląski
- Kanał Gliwicki
- Kanał Żerański

### Na świecie
- Droga Świętego Wawrzyńca
- Kanał Białomorsko-Bałtycki
- Kanał Śródlądowy
- Kanał Erie – Wielkie Jeziora – Rzeka Hudson (a dalej miasto Nowy Jork)
- Kanał Sueski
- Kanał Brukselski
- Kanał Gotyjski (Szwecja)
- Kanał Houston
- Kanał Karakumski (Turkmenistan)
- Kanał Manchesterski
- Kanał Morris – górna część rzeki Delaware – miasto Nowy Jork, USA
- Kanał Morza Północnego
- Kanał Panamski
- Kanał Południowy (Canal du Midi, Francja)
- Kanał Wellandzki – Wielkie Jeziora Erie i Ontario w Kanadzie
- Kanał Wołga-Don
- Wielki Kanał (Chiny)
- Kanał Zee